# HD 73526 b
HD 73526 b ist ein Exoplanet, der den gelben Zwerg HD 73526 alle 187,499 Tage umkreist. Auf Grund seiner hohen Masse wird angenommen, dass es sich um einen Gasplaneten handelt.

## Entdeckung
Der Planet wurde mit Hilfe der Radialgeschwindigkeitsmethode von C. G. Tinney et al. im Jahr 2002 entdeckt.

## Umlauf und Masse
Der Planet umkreist seinen Stern in einer Entfernung von ca. 0,651 Astronomischen Einheiten und hat eine Masse von ca. 648,5 Erdmassen bzw. 2,04 Jupitermassen.